# 若宮丸
若宮丸（わかみやまる）は、仙台藩領陸奥国牡鹿郡石巻裏町の米問屋米沢屋平之丞の持ち船で、24反帆、800石積みの千石船である。1793年（寛政5年）に石巻から出帆したが、舵の損傷で操船不能におちいり、1794年（寛政6年）にアリューシャン列島へ漂着した。この船の乗組員16名のうち、津太夫、左平、太十郎、儀兵衛は世界を一周する形で1804年（文化元年）に日本への帰国を果たした。この世界一周は日本人としては初めての事例である。また、善六はロシアに帰化し、後に日本とロシアの交渉において通訳となった。

## 若宮丸の漂流
若宮丸は寛政5年11月27日（1793年12月29日）に江戸へ向け石巻湊を出帆した。船の積み荷は、仙台藩の廻米1332俵と藩御用の雑小間木400本だった。しかし、風が凪いだため、若宮丸は東名浜で風待ちした。11月29日に若宮丸は北西風を受けて東名浜を出航した。
若宮丸が磐城平藩領の塩屋崎まで南下したところ、ここで風向きが変わり、また波が船尾を超すほど荒くなり、11月30日に若宮丸は広野沖に停泊した。12月1日、時化のために、若宮丸は船を陸地に寄せるよう試みたが、強風により沖に流されて陸地を見失った。12月2日になって、若宮丸は北風を受けて江戸へ向けて走ろうとしたが、荒波に舵がへし折られ、若宮丸の漂流が始まった。船の転覆を防止するため、12月3日に帆柱が切り捨てられ、12月4日以降に積み荷が投棄された。この他に、乗組員は船の位置をクジで占うなどした。乗組員は雨を飲み水とし、積み荷の米や、釣った魚、船に付着した貝類を食料として飢えと渇きをしのいだという。
出帆からおよそ半年後の寛政6年5月10日（1794年6月7日）、若宮丸の乗組員は陸地を発見して上陸した。乗組員は10日ほど人家を求めて歩き回ったが、人家はどこにも見当たらなかった。この間、若宮丸の船体は、波にくだかれて姿を消した。この島はロシア帝国が支配するアリューシャン列島の中の小さな島だったと考えられているが、具体的にどの島かは特定されていない。

## 遭難後の乗組員の足取り

### アリューシャン列島からイルクーツクへ
遭難時の若宮丸の乗組員は、平兵衛、左太夫、儀兵衛（儀平）、吉郎次（吉郎治）、津太夫、左平、銀三郎、民之助、辰蔵（辰兵衛、宅蔵）、太十郎（太十、太平、多十郎）、茂次郎（茂次平、茂治郎、茂三郎）、市五郎、清蔵、八三郎（初三郎）、善六、巳之助である。これらの16名はアリューシャン列島に漂着した時点で生存していた。若宮丸を失った乗組員は、米300俵と手回り品を携えて若宮丸の伝馬船に移乗し、北西に針路をとった。寛政6年6月5日に乗組員は煙の立つ島を発見してここに上陸し、この島の住人に救助された。この島は「ヲンデレッケオストロフ（ヲンデレッケ島）」とされている。救助の後の6月8日に船頭の平兵衛が病死した。
寛政6年6月12日に若宮丸の乗組員15名はロシアの役人によってナアツカ島（アッカ島）へ連行され、現地の住民やロシア人に助けられながらここで1年ほど過ごした。ナアツカ島にはラッコ漁の基地があり、その支配人のデラロフが若宮丸の乗組員をロシア本土に連れて行くために船を出すことにした。これは、日本との貿易を実現したいロシア政府の意向を受けてのものとされる。1795年5月21日、若宮丸の乗組員を乗せた船はナアツカ島から出航し、サンバショウ（サンハメウ）に寄港、アムチトカ島に停泊し、カムチャツカ半島のロパートカ岬沖を進んで同年8月12日にロシア東部のオホーツクに入港した。当時のオホーツクは毛皮の流通経路になっていた町だった。
若宮丸の乗組員はオホーツクの役人の家に50日ほど逗留したあと、シベリア南部の町イルクーツクへ3班に分かれて移動することになった。まず儀兵衛、善六、辰蔵の第1班が1795年9月30日にイルクーツクから出発、ヤクーツクを経由して1796年3月4日にイルクーツクへ到着した。第1班のイルクーツク到着から数箇月後、左太夫、左平、銀三郎、茂次郎、太十郎の第2班、吉次郎、津太夫、民之助、清蔵、市五郎、八三郎、巳之助の第3班がそれぞれオホーツクを出立した。第3班の移動の中で市五郎がヤクーツクで病没した。第3班がイルクーツクへ到着したのは1797年1月だった。

### イルクーツクからサンクトペテルブルクへ
若宮丸の乗組員14人はイルクーツクで約8年間を過ごした。ここには、日本人の二人の先達がいた。二人は新蔵と庄蔵といい、伊勢国奄芸郡の白子浦から出帆し、漂流してアリューシャン列島に漂着した神昌丸の乗組員だった。神昌丸の大黒屋光太夫ら3名はロシア皇帝エカチェリーナ2世の許しを得て、アダム・ラクスマンの使節と共に日本へ帰国していたが、新蔵と庄蔵はロシアに帰化して洗礼を受けて、イルクーツクで日本語学校教師を務めていた。新蔵と庄蔵は通訳として若宮丸乗組員を世話したが、庄蔵はまもなく病気により没した。
イルクーツクでは、若宮丸乗組員のうち善六、辰蔵、民之助、八三郎の4人が洗礼を受けてロシアに帰化した。若宮丸乗組員にはロシアの衣服と、月々の金貨3枚が支給された。また、若宮丸乗組員の中には店の手伝いで小遣いを稼ぐ者もいた。左平は日本流の酒造りで商売をし、儀兵衛は店の手伝いからロシア人の信用を得て、金を借りてそれを元手に金貸しをし、左太夫は日本式の網を作って魚を捕り、それを売ったという。1799年4月2日、最年長の吉郎次が72歳で病死して異国人墓地に葬られた。
1803年に、ロシアから日本へ使節を派遣することが決まり、若宮丸乗組員の日本送還の知らせがイルクーツクに届いた。同年4月28日に若宮丸乗組員13名とロシアの役人、通訳の伊勢の新蔵が7台の馬車でロシア帝国の首都サンクトペテルブルクへ向けて出発した。一行はトムスク、トボリスク、カザン、モスクワを経てサンクトペテルブルクへ向かったが、その途中、左太夫と清蔵が病のためイルクーツクへ戻され、銀三郎も病のためペルミに残った。若宮丸乗組員10名がサンクトペテルブルクへ着いたのは同年6月だった。一行は、大臣ニコライ・ペトロヴィッチ・ルミャンシェフ伯の屋敷に滞在した。そして、同年7月4日に若宮丸乗組員10名はロマノフ朝第10代ロシア皇帝アレクサンドル1世に謁見した。津太夫、儀兵衛、太十郎、左平は帰国を希望し、善六、辰蔵、八三郎、民之助、茂次郎、巳之助はロシアに留まることを希望して、アレクサンドル1世は4人の帰国を認め、6人のロシア残留を「勝手に致すべし」とした。謁見後、若宮丸乗組員達は皇帝と共に軽気球の飛行実験を見学し、またサンクトペテルブルク滞在中に美術館や博物館、劇場、病院、寺院などを見て回ったという。なお茂次郎と巳之助は後に洗礼を受けた。

### 日本への航海

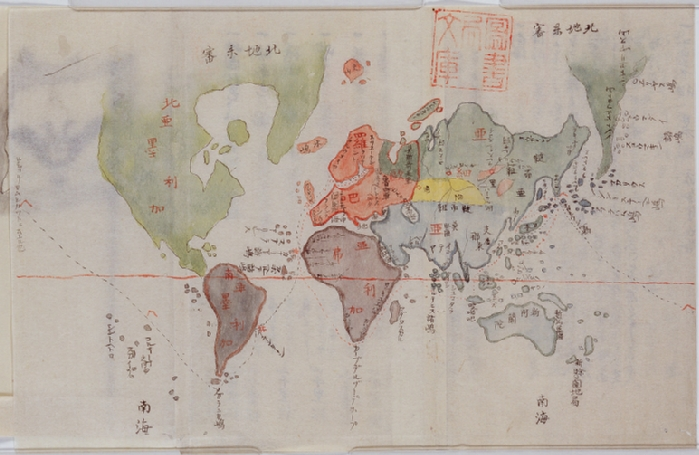
津田夫らの航海の道程。

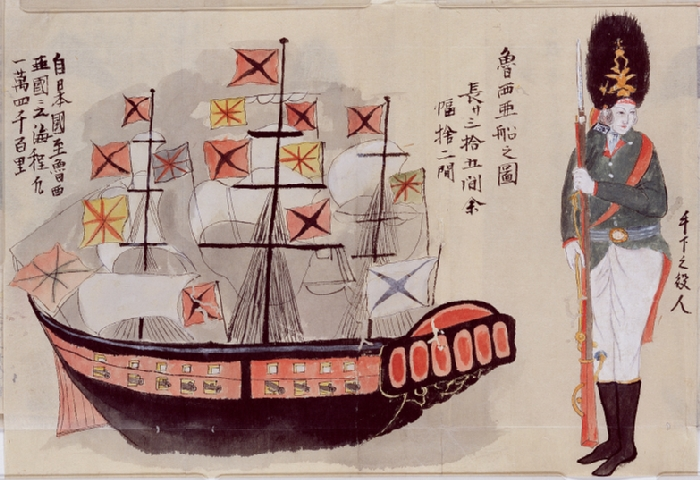
日本で描かれたレザノフのナジェージダ号。

日本への帰国を希望した4人に加えて、ロシアに残ることを希望した善六も通訳として4人に随行することになった。またロシアから日本への使節としてニコライ・レザノフがこれに同行した。津太夫やレザノフが乗り込んだのは、アーダム・ヨハン・フォン・クルーゼンシュテルンが艦長を務める軍艦ナジェージダ号で、ネヴァ号がこれに随伴した。1803年8月4日に2隻はフィンランド湾に浮かぶクロンシュタットから出航した。レザノフの日本への派遣の目的はロシアと日本の通商を実現することにあり、若宮丸乗組員の送還はその交渉の材料だったとされる。また、この艦隊には博物学者のゲオルク・ハインリッヒ・フォン・ラングスドルフも同乗した。
2隻の艦隊はコペンハーゲン、イングランドのファルマス、カナリア諸島のテネリフェ島を経由し、大西洋を西へ横断した。その後、艦隊はブラジルのサンタカタリーナ島、南アメリカ大陸南端のホーン岬を回り、マルキーズ諸島を通って太平洋を北西へ進んで、カムチャツカ半島のペトロパブロフスクに寄港した。この航海の最中、レザノフは日本との交渉に備えて善六から日本語を学んでこれを辞典とした。この辞典には3474語の日本語が収められ、当時の石巻方言がよく表れている。
ペトロパブロフスクで通訳の善六は残留させられることになった。ロシアに帰化してロシア正教会の信徒になっていた善六の存在が、日本との交渉で問題になりかねないという判断によるものだった。ペトロパブロフスクからはナジェージダ号1隻が日本へ向かい、文化元年9月6日（1804年10月9日）に長崎の伊王崎に到着した。
ロシアからやってきたレザノフの交渉に直接対応したのは長崎奉行所で、奉行所は江戸幕府に伺いを立てたが、幕府の返答は曖昧だった。この間、若宮丸乗組員4名は船に留め置かれ、文化元年12月17日（1805年1月17日）に太十郎が自殺未遂事件を起こした。結局、文化2年3月6日（1805年4月5日）（文化2年3月7日とも）に長崎奉行の肥田頼常からレザノフへ、通商を認めないという幕府の正式文書が渡された。このことは後の文化露寇の遠因ともなったと言われる。若宮丸乗組員4名は文化2年3月10日（1805年4月9日）に徒目付の増田藤四郎によって引き取られ、レザノフを乗せたナジェージダ号は3月19日（3月20日とも）に長崎から出航した。

### その後
船を降りた津太夫、儀兵衛、太十郎、左平は7箇月ほど長崎に留め置かれた。4人に対しては踏み絵、白洲での取り調べ、揚屋入り、持ち帰り品改め、箝口令が行われた。文化2年10月に仙台藩の武頭平井林太郎と徒目付窪田栄助が4人の身柄を引き取った。4人がロシアから持ち帰った書物、地図、金銀銅は幕府に没収されたが、その他の物は4人に戻され、また外国銭はそれ相当の長崎会所銀に交換された。文化2年12月18日（1806年2月6日）に4人は江戸の仙台藩上屋敷で仙台藩藩主伊達周宗の引見を受け、その後2箇月ほど、仙台藩の蘭学者大槻玄沢と志村弘強による審問を受けた。この聞き取りが後に『環海異聞』としてまとめられた。そして、文化3年3月に、津太夫と左平は浦戸諸島の寒風沢に、儀兵衛と太十郎は宮戸島の室浜に帰郷を果たした。太十郎と儀兵衛はこの年のうちに死没し、津太夫は文化11年（1814年）に、左平は文政12年（1829年）に没した。
ロシアに帰化した善六は、この後の歴史でたびたびその名が現れる。享和3年（1803年）頃に盛岡藩の景祥丸が千島列島のパラムシル島へ漂流し、その後、景祥丸の乗組員は善六に世話になったという。文化露寇でロシアに捕らえられた択捉島の番人中川五郎治は、連行先のイルクーツクで善六の家に逗留した。ゴローニン事件では、善六は函館に赴き、事件解決後にイルクーツクへ戻った。さらにその後、漂流した薩摩国の永寿丸、尾張国の督乗丸の乗組員が善六の消息を日本へ伝えた。督乗丸の記録では、善六はイルクーツクでカピタンの娘を妻とし、イハン・オロキセイ・キセロフと名乗っていたという。

## 船員一覧
表の中で青色で示した人物は死亡もしくは文化9年（1812年）時点での消息がはっきりしていない人物で、赤色で示した人物は帰国を果たした人物である。
| 役職              | 氏名             | 遭難時年齢 | 出身地                 | 遭難後の足取り |
| ----------------- | ---------------- | ---------- | ---------------------- | --- |
| 沖船頭 （船長）   | 平兵衛           | 31         | 牡鹿郡石巻             | 船主である米沢屋平之丞の息子。寛政6年6月8日（1794年）、アリューシャン列島で病死。享年32歳。 |
| 楫取 （操舵手）   | 左太夫           | 51         | 宮城郡浦戸諸島寒風沢島 | イルクーツクからペテルブルクに向かう途中で病のため落伍し、イルクーツクへ引き返した。その後の消息は不明。 |
| 賄 （事務長）     | 儀兵衛（儀平）   | 32         | 桃生郡深谷室浜         | 帰国し、室浜へ帰郷した。帰郷した文化3年（1806年）に没した。享年45歳。 |
| 船親父 （甲板長） | 吉郎次（吉郎治） | 67         | 牡鹿郡小竹浜           | 寛政11年2月28日（1799年）、イルクーツクで病死。享年73歳。 |
| 水主 （船員）     | 津太夫           | 49         | 宮城郡浦戸諸島寒風沢島 | 帰国し、寒風沢へ帰郷した。文化11年7月29日（1814年）に死没。享年70歳。 |
| 水主 （船員）     | 左平             | 31         | 宮城郡浦戸諸島寒風沢島 | 帰国し、寒風沢へ帰郷した。文政12年4月12日（1829年）に死没。享年67歳。 |
| 水主 （船員）     | 民之助           | 30         | 宮城郡浦戸諸島寒風沢島 | イルクーツクで洗礼を受けてロシアに帰化した。洗礼名はイヴァン・メイトロヴィチ・キセリョフ。ペテルブルクで皇帝アレクサンドル1世にロシア残留を希望した。その後の消息は不明。 |
| 水主 （船員）     | 銀三郎           | 29         | 宮城郡浦戸諸島寒風沢島 | イルクーツクからペテルブルクへ向かう途中、病のためペルミで落伍。イルクーツクへ戻ったか。文化9年（1812年）の時点で、病気で寝たきり状態となっていた。 |
| 水主 （船員）     | 茂次郎           | 29         | 牡鹿郡小竹浜           | ペテルブルクで皇帝アレクサンドル1世にロシア残留を希望した。その後、洗礼を受けてロシアに帰化した。洗礼名はザハル・ブルダコフか。文化9年（1812年）の時点で、イルクーツクにあった露米会社の事務所で働いていた。 |
| 水主 （船員）     | 市五郎           | 29         | 牡鹿郡石巻             | 寛政8年10月23日（1796年）、オホーツクからイルクーツクへ向かう途中にヤクーツクで病死。享年32歳。 |
| 水主 （船員）     | 八三郎           | 25         | 陸奥国牡鹿郡石巻       | イルクーツクで洗礼を受けてロシアに帰化した。洗礼名セミョン・グレゴレヴィチ・キセリョフ。ペテルブルクで皇帝アレクサンドル1世にロシア残留を希望した。その後の消息は不明。 |
| 水主 （船員）     | 善六             | 24         | 牡鹿郡石巻             | イルクーツクで洗礼を受けてロシアに帰化した。洗礼名はピョートル・ステファノヴィチ・キセリョフ。寛政8年（1796年）にイルクーツクの日本語学校教師補となり、文化12年（1815年）より正教師。ペテルブルクで皇帝アレクサンドル1世にロシア残留を希望した。レザノフの日本行きに随員として参加したが、ペトロパブロフスクで下船した。文化10年（1813年）にゴローニンの引き受けのためにロシア側の通訳として箱館を訪れた。文化13年（1816年）頃に死没。享年47歳。継右衛門や中川五郎治などロシアに漂着、連行された日本人の世話もした。 |
| 水主 （船員）     | 太十郎           | 23         | 桃生郡深谷室浜         | 帰国し室浜へ帰郷した。文化3年4月1日（1806年）に死没。享年36歳。 |
| 水主 （船員）     | 辰蔵             | 22         | 宮城郡石浜             | イルクーツクで洗礼を受けてロシアに帰化した。洗礼名はアンドレイ・アレクサンドロヴィチ・コンドラトフ。ペテルブルクで皇帝アレクサンドル1世にロシア残留を希望した。文化9年（1812年）の時点で、トムスクの馬車駅で働いていた。 |
| 水主 （船員）     | 清蔵             | 不詳       | 牡鹿郡石巻             | イルクーツクからペテルブルクへ向かう途中、病のため落伍し、イルクーツクに引き返した。文化9年（1812年）の時点で、アンガラ川とバイカル湖を行き来する船乗りとなっていた。 |
| 炊 （船員見習い） | 巳之助           | 21         | 牡鹿郡石巻             | ペテルブルクで皇帝アレクサンドル1世に残留を希望した。その後、洗礼を受けてロシアに帰化した。洗礼名はミハイル・ジェラロフか。文化9年（1812年）の時点で、アンガラ川とバイカル湖を行き来する船乗りとなっていた。 |